# Pantoclis ruralis
Pantoclis ruralis är en stekelart som beskrevs av Nixon 1957. Pantoclis ruralis ingår i släktet Pantoclis, och familjen hyllhornsteklar. Arten är reproducerande i Sverige.